# Jürgen Böttcher
Pour les articles homonymes, voir Böttcher.
Jürgen Böttcher, connu sous le pseudonyme de Strawalde, né le 8 juillet 1931 à Frankenberg (Saxe), est un réalisateur de films documentaires est-allemand puis allemand, également peintre et dessinateur.

## Biographie
Böttcher grandit à Strahwalde en Haute-Lusace (en allemand Oberlausitz) et étudie la peinture à l'Académie des Beaux-arts de Dresde de 1949 à 1953 où il a été l'élève de Wilhelm Lachnit. De 1955 à 1960, il étudie la réalisation à l'Académie de Cinéma et de Télévision de Potsdam aux Studios de Babelsberg. Il travaille comme directeur jusqu'en 1991 au DEFA-Dokumentarfilmstudio à Berlin.
Böttcher a réalisé plus de quarante films documentaires esthétiquement provocateurs et est devenu un cinéaste culte chez les cinéphiles, en particulier pour son long métrage, Nés en 45 (Jahrgang 45, 1965). Plusieurs de ses films ont été interdits en République démocratique allemande (RDA), comme Drei von vielen (1961), Barfuß ohne Hut (1964), Jahrgang 45 (1965) et Der Sekretär (1967). Sa trilogie Übermalungen (1981) comprend trois courts-métrages Potters Stier, Venus nach Giorgione et Die Frau am Klavichord où il fusionne son talent de cinéaste et de peintre.
Böttcher, en tant que peintre, a exposé, depuis 1975, à Erfurt, Berlin, Dresde, Karl-Marx-Stadt, Paris (en 1990), Bruxelles, Toronto, Hambourg, Munich, Cologne, Darmstadt. 
Ses œuvres se trouvent à la Nationalgalerie de Berlin, au Reichstag à Berlin (Collection Deutscher Bundestag), à l'Albertinum et au Residenzschloss de Dresde, à l'Albertina de Vienne, à la Bibliothèque nationale de France, au musée Ludwig de Cologne, à la Boston Public Library.
En 1994, il reçoit du président François Mitterrand le titre d'officier de l'ordre des Arts et des Lettres pour son œuvre artistique. En 2001, il est fait officier de l'ordre du Mérite de la République fédérale d'Allemagne. En 2006, il est honoré lors du Festival du film de Berlin.

## Filmographie
- 1957 : Der Junge mit der Lampe
- 1958 : Dresden, wenige Jahre danach
- 1960 : Notwendige Lehrjahre
- 1961 : Drei von vielen
- 1962 : Drei von uns (coréalisateur et coscénariste)
- 1962 : Ofenbauer
- 1962 : Im Pergamon-Museum
- 1963 : Silvester
- 1963 : Stars
- 1963 : Charlie und Co.
- 1964 : Barfuß und ohne Hut
- 1965 : Karl-Marx-Stadt. Gegenwärtiger Bericht und Erinnerung an Chemnitz (coscénariste)
- 1965 : Kindertheater
- 1966 : Nés en 45 (Jahrgang 45) (aussi coscénariste)
- 1967 : Der Sekretär
- 1967 : Wir waren in Karl-Marx-Stadt
- 1967 : Fest der Freundschaft
- 1968 : Tierparkfilm
- 1968 : Ein Vertrauensmann
- 1969 : Arbeiterfamilie
- 1970 : Dialog mit Lenin
- 1971 : Song International
- 1972 : Wäscherinnen
- 1972 : Zum Beispiel Rewatex
- 1974 : Erinnere dich mit Liebe und Haß (coscénariste)
- 1974 : Die Mamais
- 1976 : Großkochberg – Garten der öffentlichen Landschaft
- 1977 : Ein Weimarfilm
- 1977 : Im Lohmgrund
- 1977 : Murieta
- 1978 : Martha
- 1981 : Potters Stier
- 1981 : Venus nach Giorgione
- 1981 : Die Frau am Klavichord
- 1983 : Drei Lieder
- 1984 : Der schönste Traum
- 1984 : Rangierer
- 1984 : Kurzer Besuch bei Hermann Glöckner
- 1987 : Die Küche
- 1987 : In Georgien
- 1990 : Die Mauer
- 2001 : Konzert im Freien

## Rétrospectives
- 1986 : Centre Pompidou à Paris
- 1988 : 42e Festival international du film d'Edimbourg
- 1989 : Musée allemand du film de Francfort-sur-le-Main

## Prix et distinctions
- 1967 : Médaille Erich Weinert (de)
- 1974 : Prix artistique de la RDA (de) pour Wer die Erde liebt (collectivement)
- 1975 : Prix artistique du FDGB (Freie Deutsche Gewerkschaftsbund) pour Weggefährten
- 1979 : Prix national de la RDA de 2e classe pour les films documentaires (collectivement)
- 1979 : Festival international du film de court-métrage d'Oberhausen : Prix du festival du court-métrage pour Martha
- 1985 : Prix Findling (de) (Findlingspreis) pour Kurzer Besuch bei Hermann Glöckner
- 1986 : Festival international du film de Melbourne : diplôme d'honneur pour Rangierer
- 1989 : Membre de l'Académie des arts de Berlin[2]
- 1994 : Officier de l'Ordre des Arts et des Lettres
- 1997 : Kunstpreis de la Ville de Dresde
- 2001 : Officier de l'ordre du Mérite de la République fédérale d'Allemagne
- 2006 : Caméra de la Berlinale